# Julia Duffy
Julia Duffy, née le 27 juin 1951 à Minneapolis, (Minnesota, États-Unis), est une actrice et productrice américaine.
Elle est connue grâce à son interprétation de Stephanie Vanderkellen dans la sitcom américaine Newhart (1983–90), son rôle lui vaut trois Viewers for Quality Television Awards, sept nominations aux Emmy Awards et un Golden Globe Award en 1988.

## Filmographie

### Téléfilms
- 2019 : Noël au palace (Christmas at the Plaza) de Ron Oliver : Amanda Clark
- 1989: Mannequin sous haute protection (Beauty and Denise_The cover girl on the cop) de Neal Israël : Jackie Flanders